# Eurithia atra
Eurithia atra là một loài ruồi trong họ Tachinidae.